# Heinrich Moldenschardt

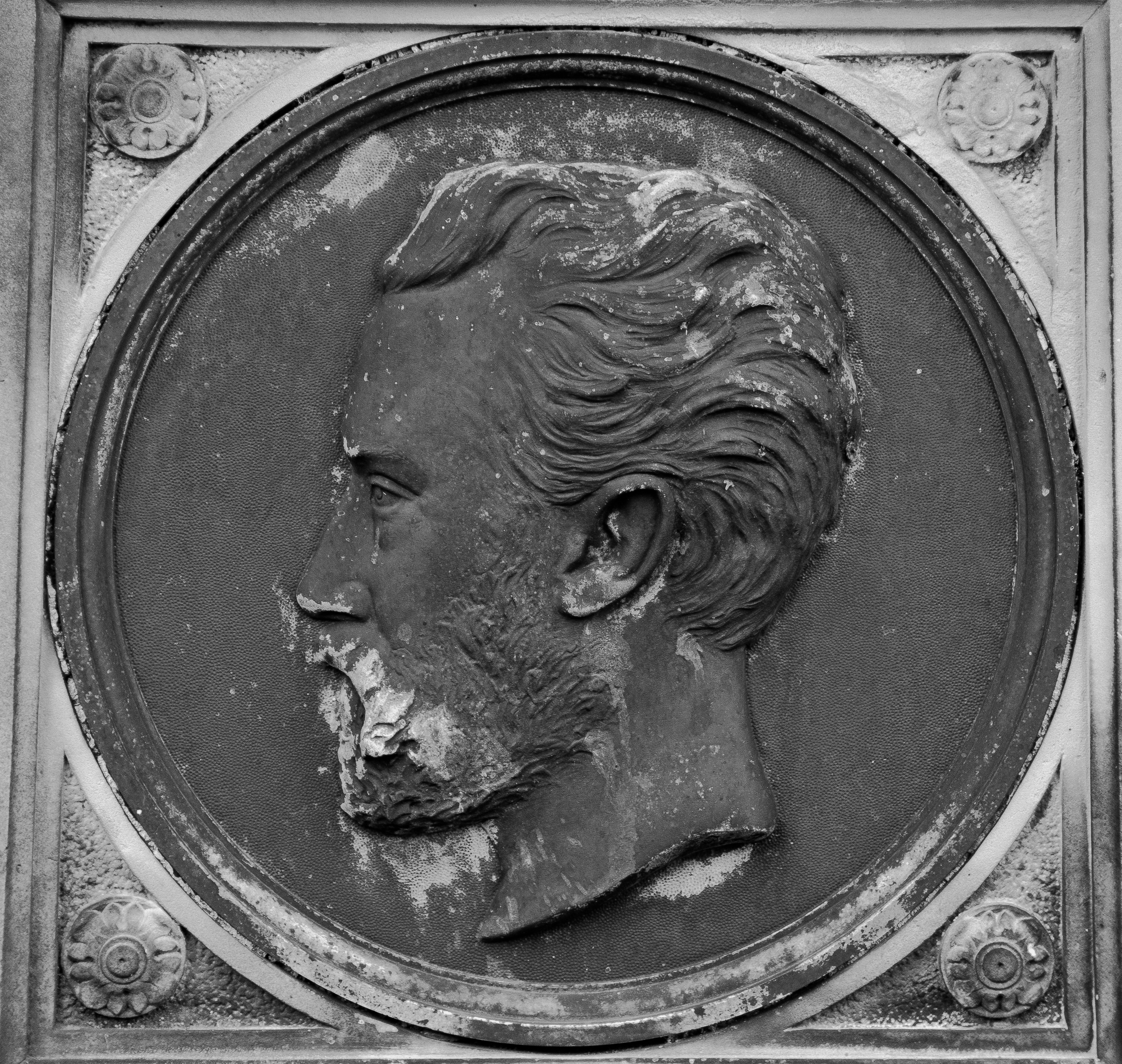
Grabmal auf dem Kieler Südfriedhof

Heinrich Moldenschardt (* 25. Januar 1839 in Fiefbergen in der Probstei; † 1. September 1891 in Kiel) war ein deutscher Architekt.

## Leben
Heinrich Moldenschardt war der Sohn des Bauunternehmers Hinrich Moldenschardt und dessen Ehefrau Trin, geb. Rath, in Fiefbergen (Holstein). 1855–1856 besuchte er die Realschule Lübeck. 1856–1860 studierte er Architektur am Polytechnikum Hannover bei Conrad Wilhelm Hase, dem Erneuerer der Backsteinarchitektur. 1860–1862 setzte er sein Studium am Polytechnikum Zürich bei Gottfried Semper fort. Im Anschluss arbeitete er einige Jahre im Architekturbüro von Gottfried Semper sowie bei Robert Moser in Baden (Schweiz). In dieser Zeit unternahm er mehrere Italienreisen.
1867 ließ er sich als freier Architekt in Kiel nieder. Eine Bewerbung als Nachfolger des verstorbenen Kieler Stadtbaumeisters Gustav Ludolf Martens scheiterte 1872. Jedoch gelang es Moldenschardt, prestigeträchtige Aufträge zu erhalten. Neben klassischen Aufgaben wie dem Kirchenbau fand er auch beeindruckende Lösungen für Bahnhofs- und Industriebauten. Er gilt als ein bedeutender Vertreter des Historismus in Norddeutschland.
Eines seiner Hauptwerke war das Kieler Thaulow-Museum, errichtet 1876–1878, das er nach Semperschem Vorbild mit reicher Ornamentik im Sinne der italienischen Renaissance durchgestaltete. Das Gebäude wurde im Krieg zerstört, jedoch haben sich in Kiel und Schleswig-Holstein noch zahlreiche Beispiele für sein Schaffen erhalten (siehe Liste). Eine enge Verbindung pflegte Moldenschardt zu den Brüdern Georg, Bernhard und Hermann Howaldt, für die er Firmengebäude der Howaldtswerke sowie private Wohnhäuser und Inneneinrichtungen entwarf. Davon ist lediglich die ehemalige Metallgießerei in Kiel-Dietrichsdorf erhalten.
Heinrich Moldenschardt heiratete 1881 Lily Weiss aus Graz. Sie hatten drei Kinder, Gerda, Werner und Hans Moldenschardt. Ebenfalls als Architekt tätig war sein Enkel Heiner Moldenschardt (1929–2011).
Heinrich Moldenschardts Grab befindet sich auf dem Südfriedhof Kiel.
Der umfangreiche zeichnerische Nachlass des Architekten wird im Archiv für Architektur und Ingenieurbaukunst in Schleswig verwahrt.

## Werke (Auswahl)
- 1866: Kirchturm von Bornhöved[1]
- 1868: Speicher Faber in Kiel (nicht erhalten)
- 1872: Kirche in Schlamersdorf
- 1873–1874: Außengestaltung der Kirche in Lebrade[1]
- 1875–1878: Thaulow-Museum in Kiel (nicht erhalten)
- um 1876: Innenausstattung der Kaiserlichen Staatsyacht Hohenzollern[1]
- 1877–1885: diverse Stationsgebäude der Eisenbahnstrecke Kiel–Flensburg der Kiel-Eckernförde-Flensburger Eisenbahn-Gesellschaft, beispielsweise das ehemalige Stationsgebäude des Bahnhofes Eckernförde, der Bahnhof Altenhof, der Bahnhof Sörup sowie der nicht erhaltene Bahnhof in Gettorf.[1]
- 1879: Kriegerdenkmal im Kieler Schlossgarten, eingeweiht 1879, versehen mit einem Figurenfries des Berliner Bildhauers Rudolf Siemering[1]
- um 1881: Mausoleum im Park von Schloss Noer[1]
- 1880–1884: Gebäude der Howaldtswerke in Dietrichsdorf (überwiegend nicht erhalten)
- 1881: Innenausstattung der Kreuzer „Diogenes“ und „Sokrates“ der Howaldtswerft
- 1882: Haus Maßmann in Heiligenhafen (heute das Rathaus)
- 1882–1883: 46 Wohnhäuser für Mitarbeiter der Howaldtswerke in Dietrichsdorf (nicht erhalten)
- 1882: „Villa Emma“ als Alterssitz für August Ferdinand Howaldt und seine Ehefrau Emma, geb. Diederichsen, Heikendorfer Weg, Dietrichsdorf (nicht erhalten)
- 1884: Metallgießerei der Howaldtswerft (heute HDW) in Kiel, seit Mai 2007 ein Industriemuseum[1]
- 1884: Innenausstattung der Kanonenboote „Nan Thin“ und „Nan Shui“ der Howaldtswerft
- 1884: Grabkapelle der Familie von Hildenbrandt, Friedhof Dänischenhagen
- 1884: Villa Sauermann im Flensburger Südergraben 47
- 1887–1891: St.-Gallus-Kirche in Galmsbüll[1]
- 1889–1890: Speicher der Spirituosenfabrik Lehment in Kiel, Fabrikstraße 8[1]

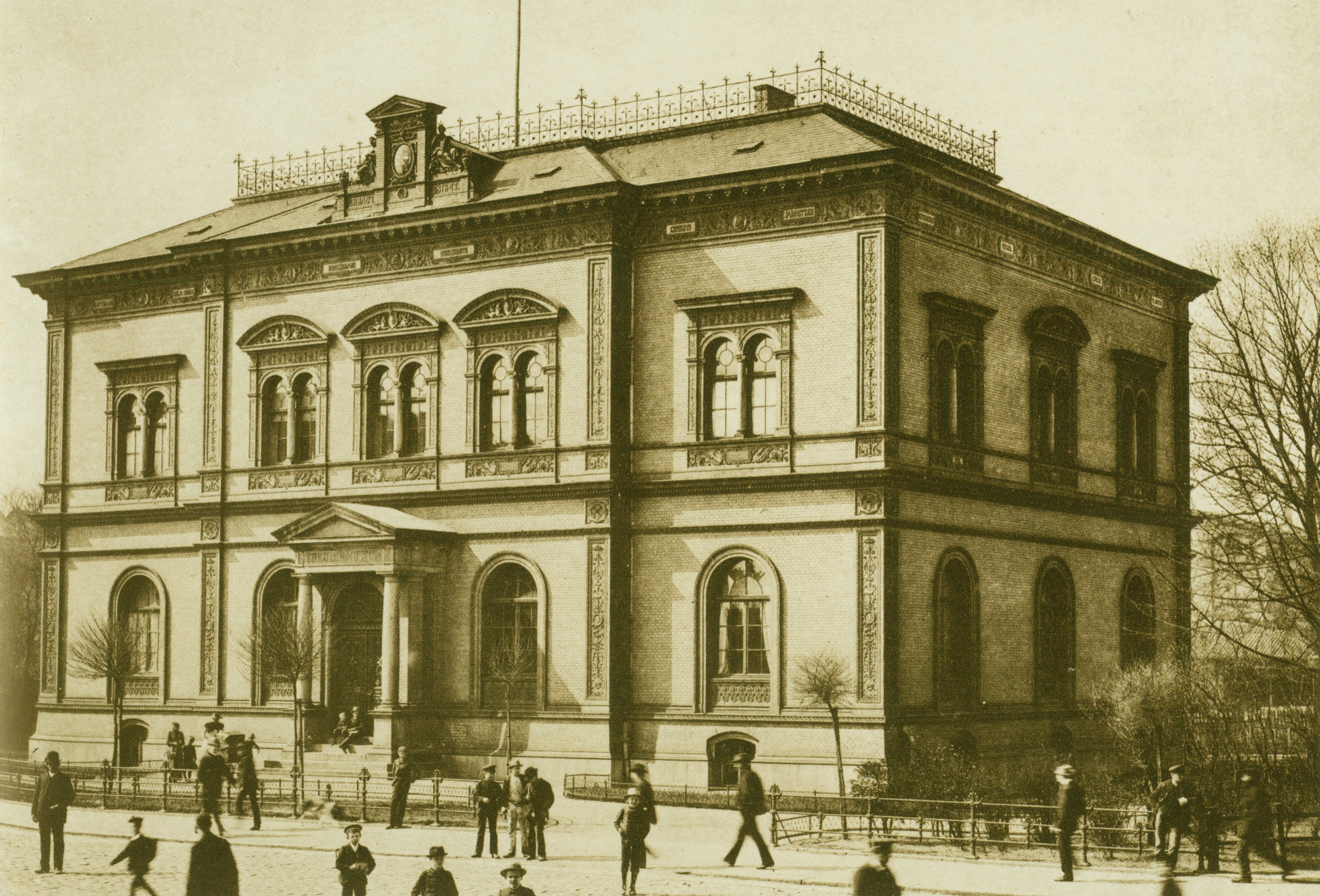
Thaulow-Museum in Kiel
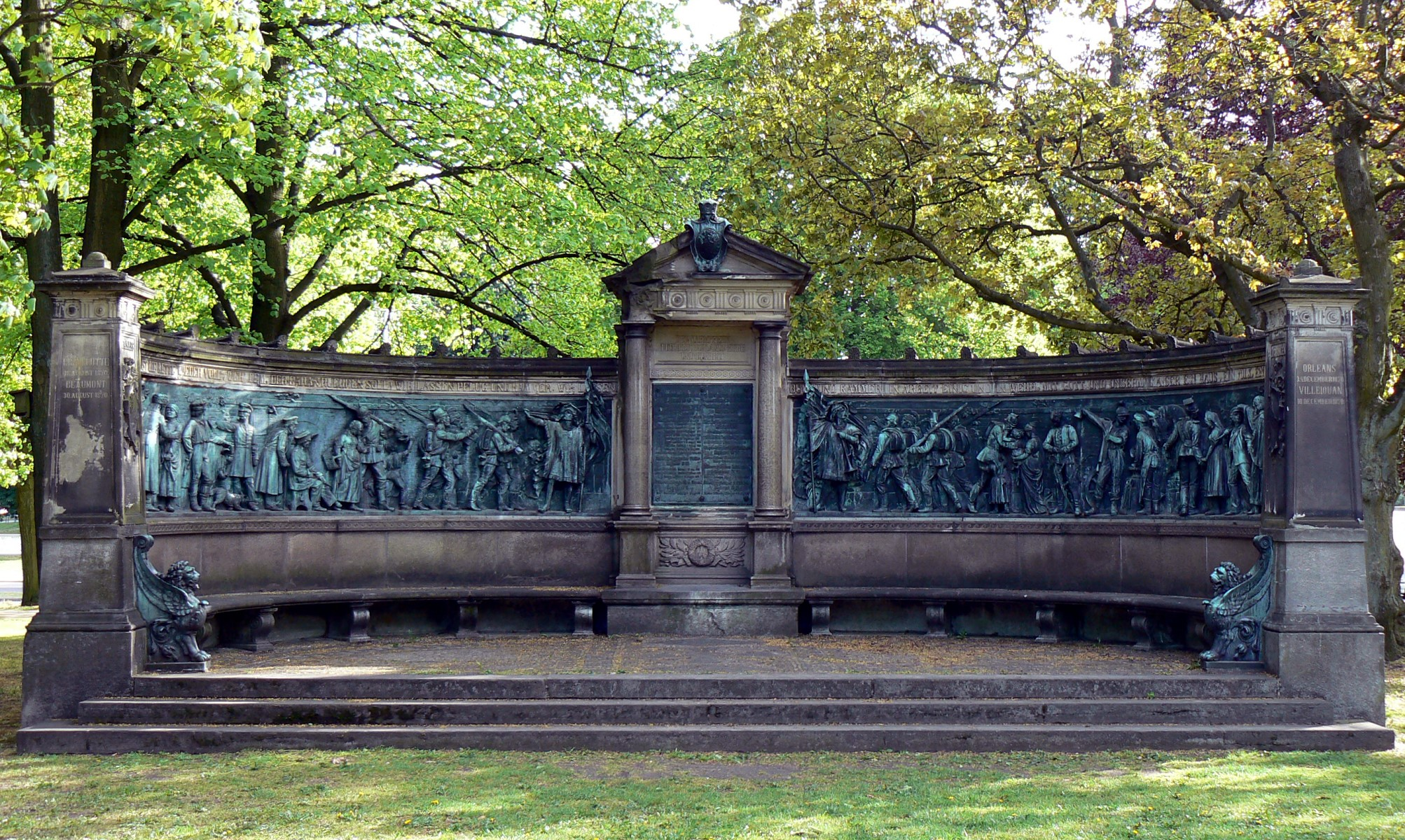
Kriegerdenkmal im Schlosspark von Kiel
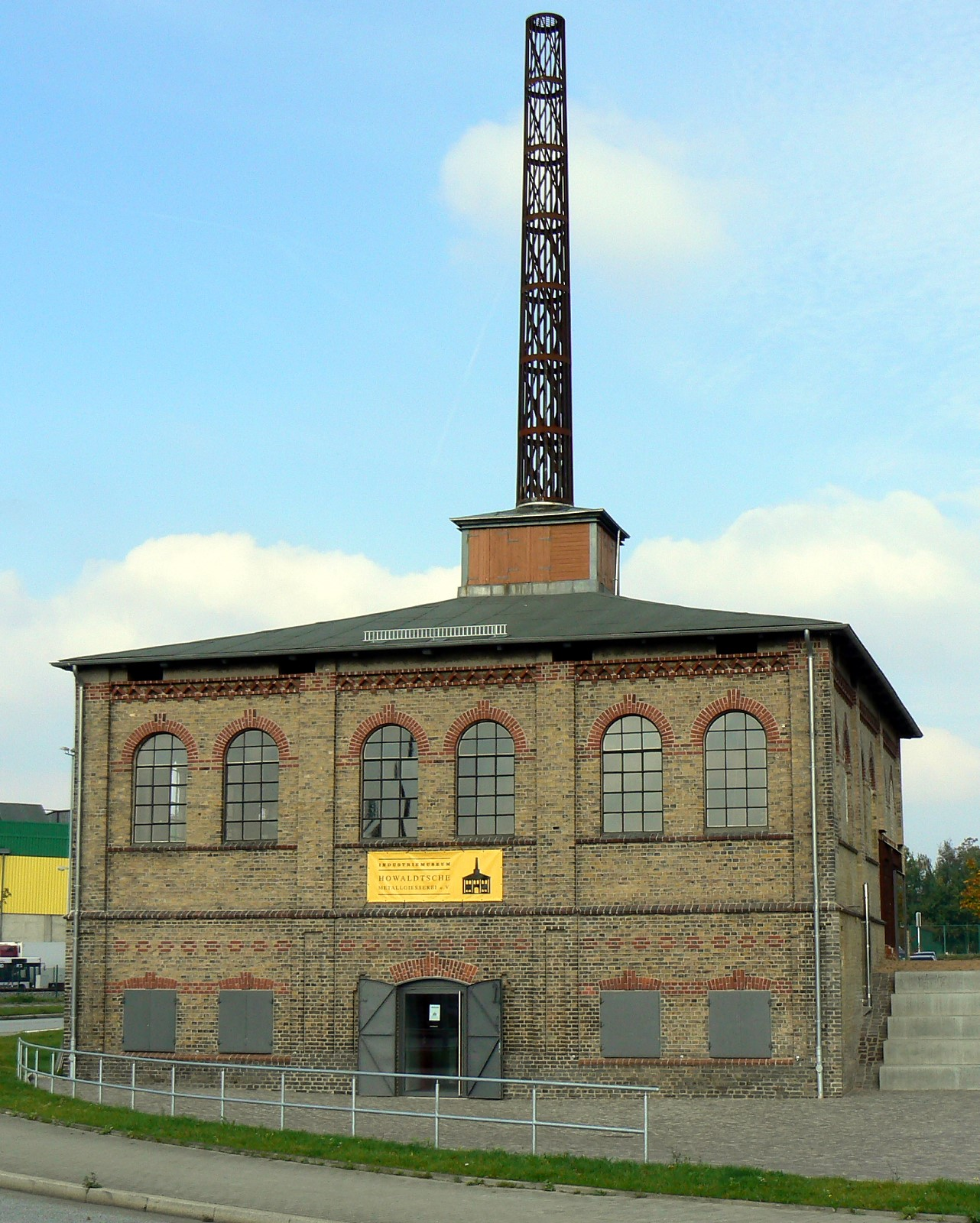
Alte Metallgießerei der Howaldtswerft
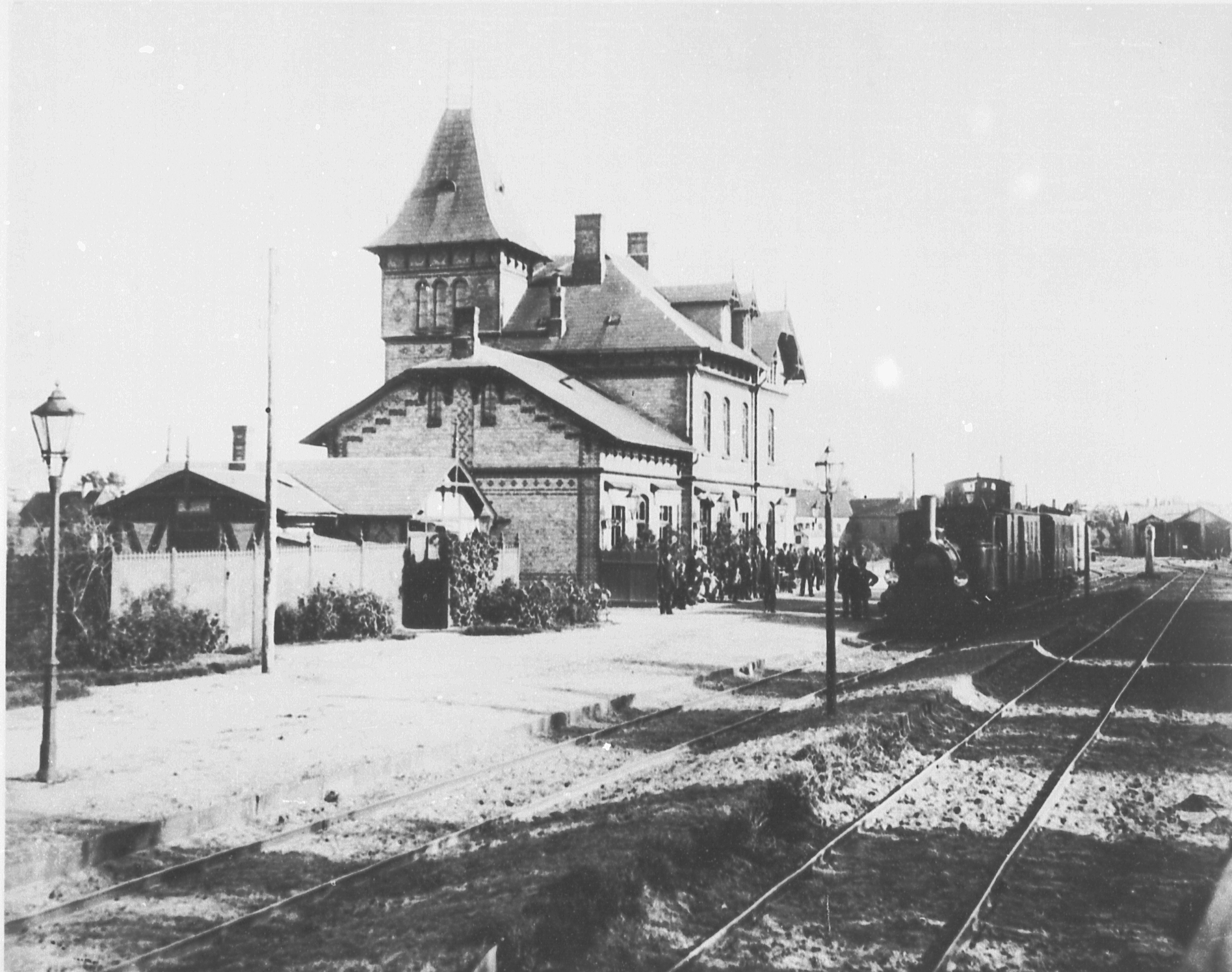
Ehemaliges Empfangsgebäude des Eckernförder Bahnhofs
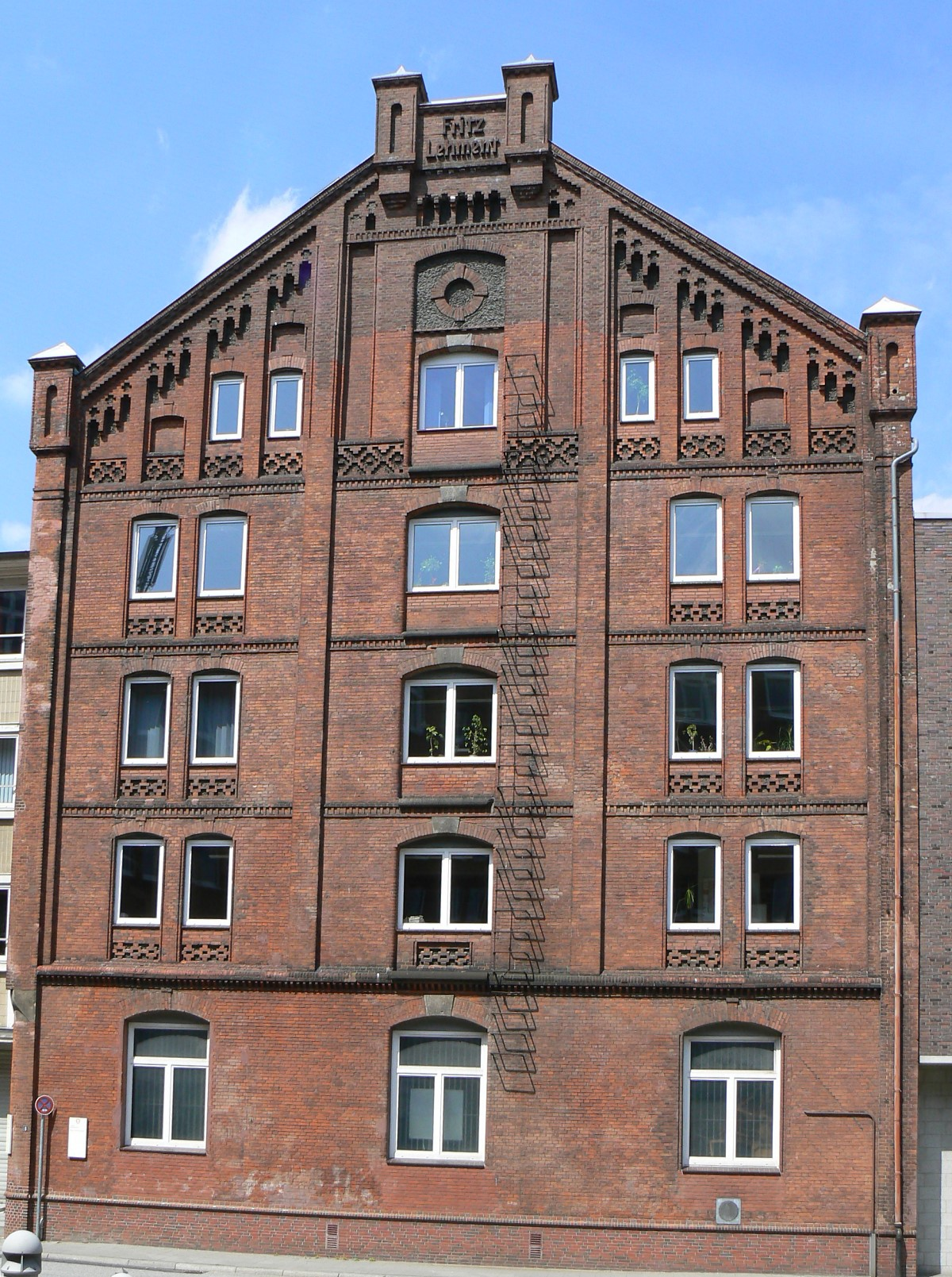
Lehment-Speicher in Kiel
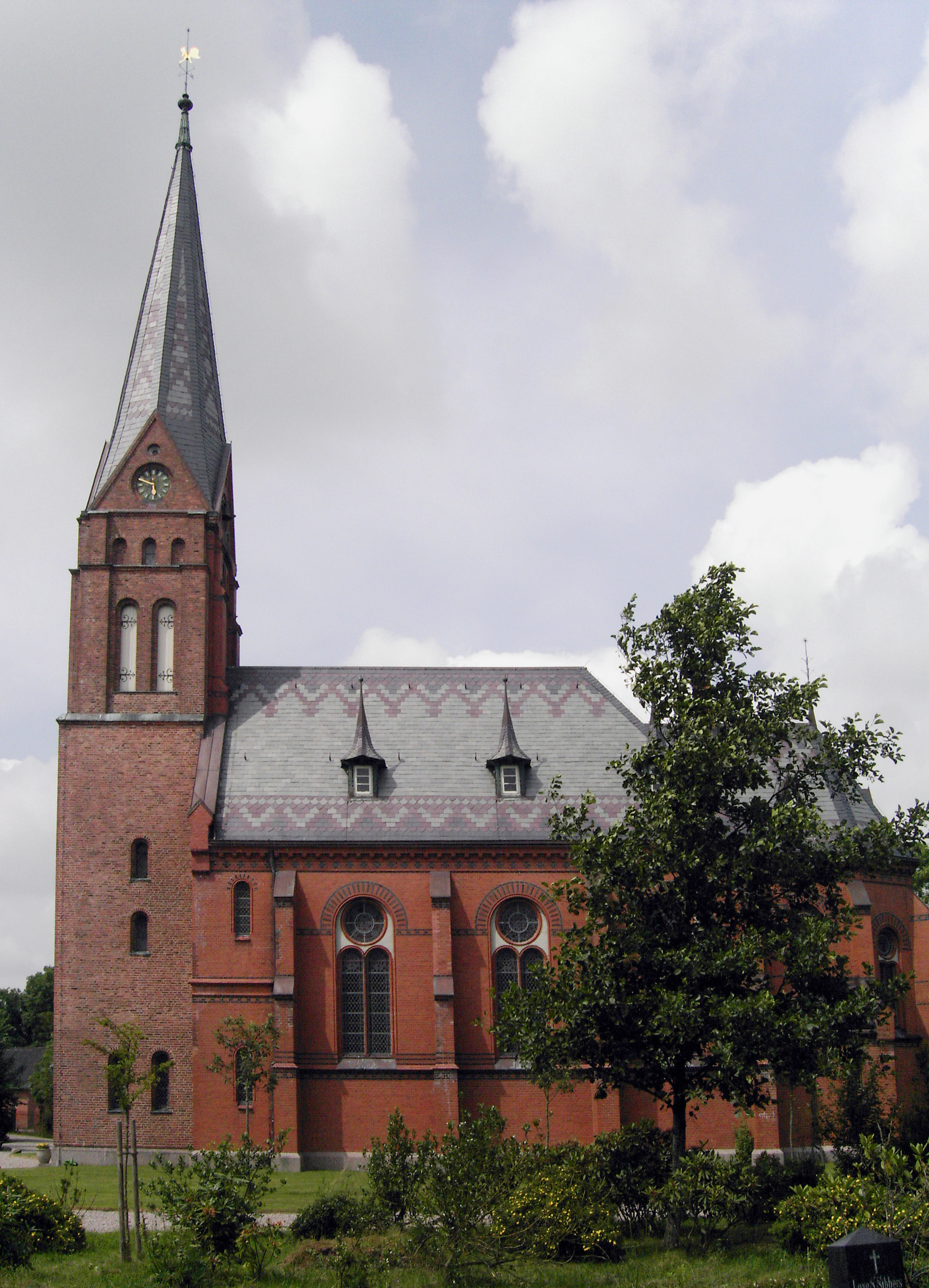
St. Galluskirche in Galmsbüll
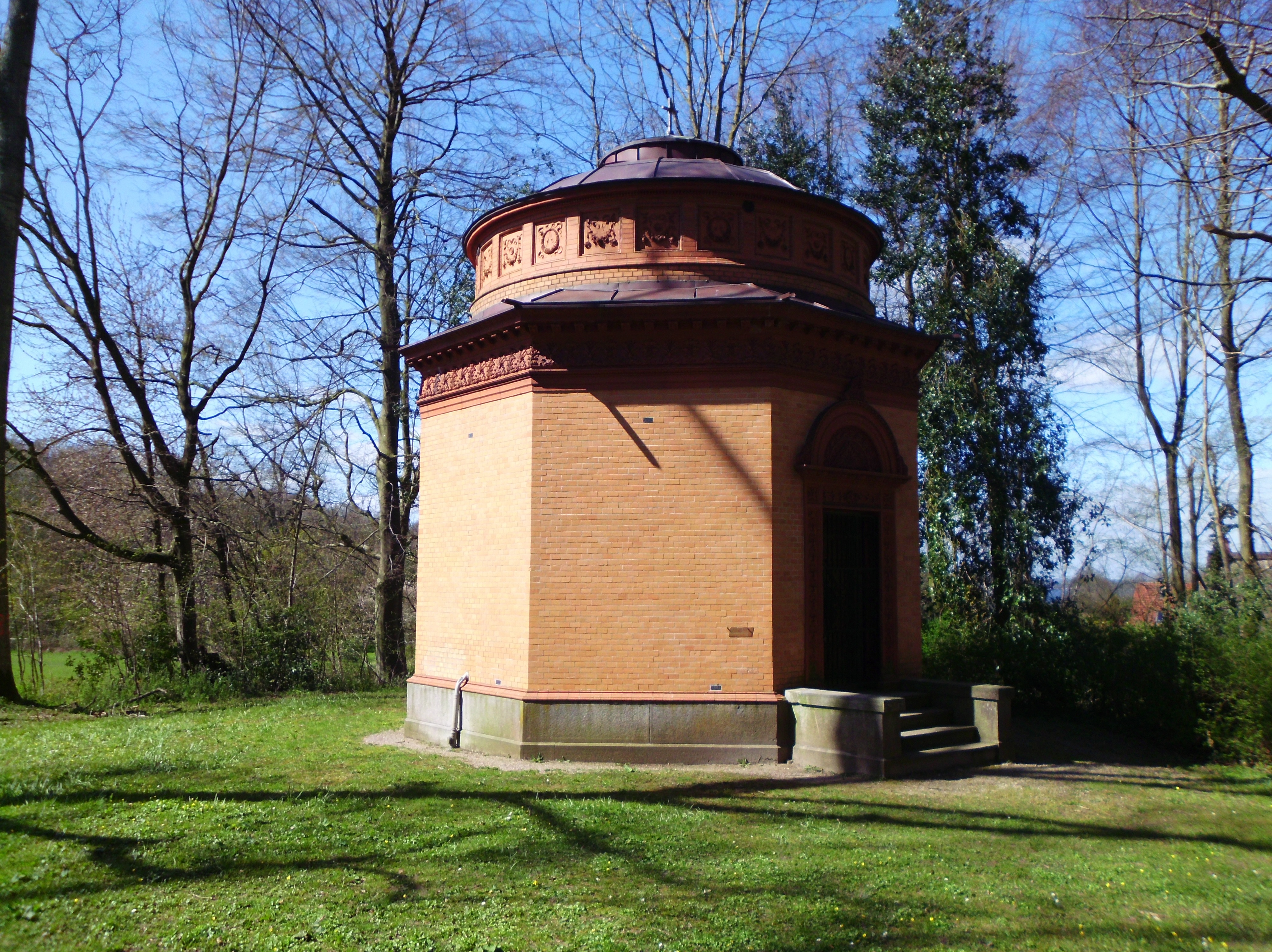
Mausoleum des Grafen von Noer, Gut Noer